# Buffon (Côte-d’Or)
Buffon település Franciaországban, Côte-d’Or megyében. Lakosainak száma 154 fő (2022. január 1.). Buffon Arrans, Quincy-le-Vicomte, Rougemont és Saint-Rémy községekkel határos.

## Népesség
A település népességének változása:
| Lakosok száma | 187  | 167  | 190  | 181  | 166  | 179  | 176  | 159  | 157  | 154  |
|               | 1968 | 1982 | 1990 | 2006 | 2013 | 2015 | 2017 | 2019 | 2020 | 2022 |